# Julija Alexandrowna Guschtschina

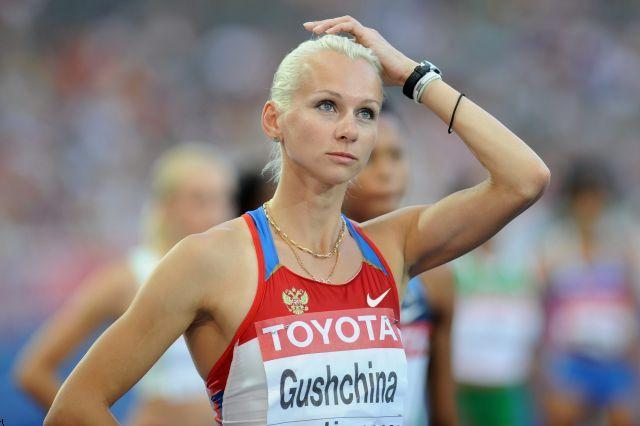
Julija Guschtschina bei den Weltmeisterschaften 2009

Julija Alexandrowna Guschtschina (russisch Юлия Александровна Гущина, engl. Transkription Yuliya Gushchina; * 4. März 1983 in Nowotscherkassk) ist eine russische Sprinterin.

## Karriere
Guschtschina stellte mit der russischen 4-mal-200-Meter-Staffel in der Halle in Glasgow am 29. Januar 2005 in 1:32,41 min einen Weltrekord auf. Ein Jahr später gelang ihr gleiches mit der 4-mal-400-Meter-Staffel in 3:23,37 min.

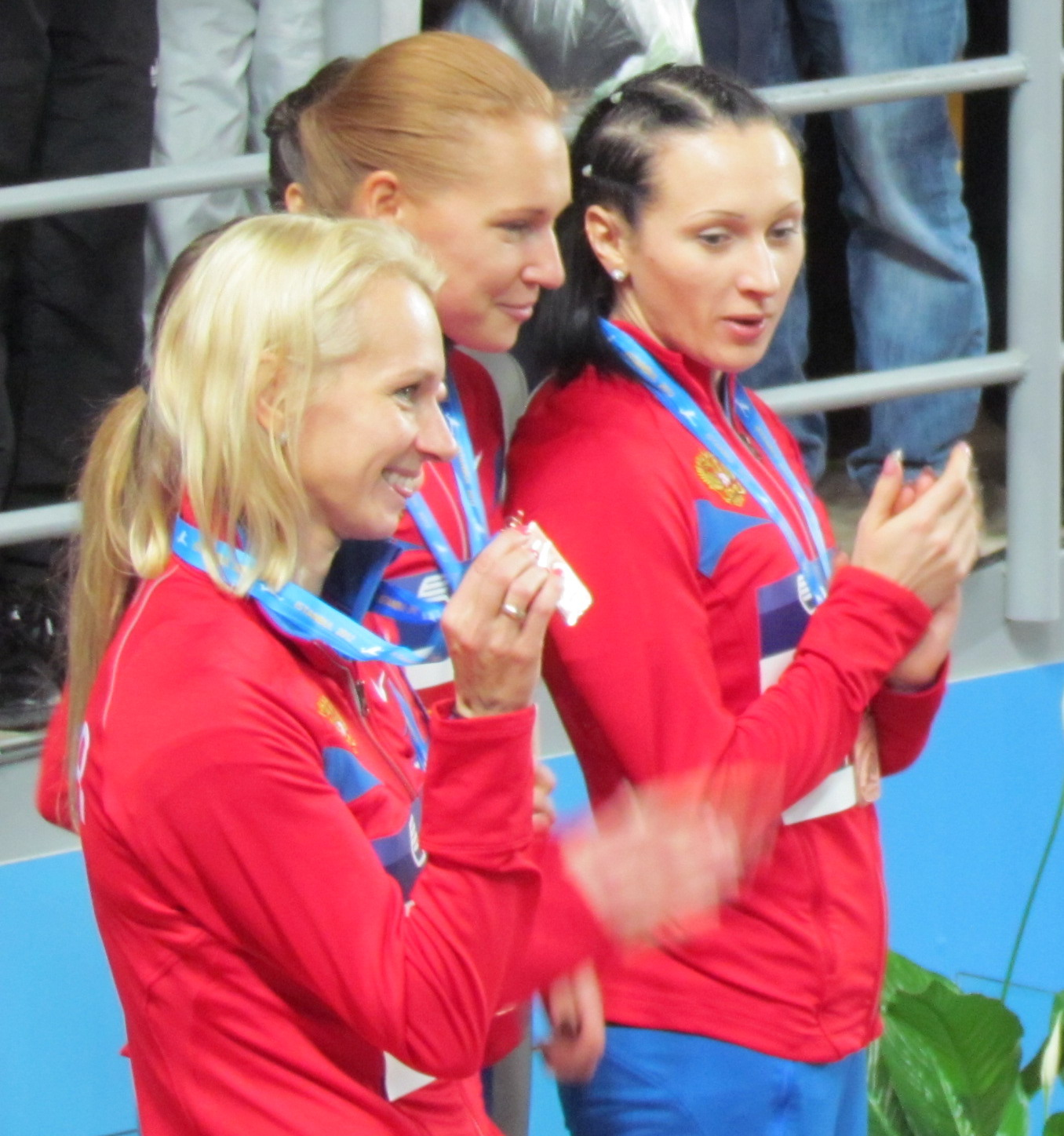
Guschtschina (links) bei den Hallenweltmeisterschaften 2012

Bei den Weltmeisterschaften 2005 in Helsinki wurde sie Sechste über 200 Meter. Bei den Europameisterschaften 2006 in Göteborg gewann sie über dieselbe Distanz Silber und wurde Fünfte über 100 Meter. Mit der russischen 4-mal-100-Meter-Staffel gewann sie Gold. Ein weiteres Staffelgold, diesmal mit der 4-mal-400-Meter-Staffel gab es für sie bei den Hallenweltmeisterschaften 2008 in Valencia. Bei den Olympischen Spielen 2008 wurde sie im 400-Meter-Lauf Vierte. Die mit der russischen 4-mal-100-Meter-Staffel gewonnene Goldmedaille wurde ihr 2016 aberkannt, da Julija Tschermoschanskaja bei Nachtests des Dopings überführt wurde, ebenso die Silbermedaille mit der 4-mal-400-Meter-Staffel, da den Staffelkolleginnen Anastassija Kapatschinskaja und Tatjana Firowa Doping nachgewiesen worden war.
Bei den Weltmeisterschaften 2009 und den Europameisterschaften 2010 kam Guschtschina mit der Staffel auf Platz vier. Bei den Weltmeisterschaften 2011 erreichte die russische Staffel Platz sechs. 2012 gewann sie bei den Hallenweltmeisterschaften mit der 4-mal-400-Meter-Staffel Bronze und bei den Olympischen Spielen in London Silber, was ihr später aberkannt wurde.

## Doping
Das Internationale Olympische Komitee (IOC) gab am 30. November 2017 bekannt, dass bei Nachtests von den Olympischen Spielen in London 2012 Guschtschina der Einnahme von Dehydrochlormethyltestosteron (Oral-Turinabol) überführt und als Dopingsünderin rückwirkend disqualifiziert wurde. Gushchina wurde Ende Oktober 2019 offiziell suspendiert und erhielt eine vierjährige Sperre.

## Bestzeiten
- 100 m: 11,13 s, 24. Juni 2006, Schukowski
- 200 m: 22,53 s, 10. August 2005, Helsinki
- 400 m: 49,28 s, 19. August 2008, Tscheboksary